# نیوشایان
نیوشایان یا در فارسی میانه نغوشاکاندر متون اسلامیسماعون پایین‌ترین رده دینی مانوی محسوب می‌شدند که پس از برگزیدگان قرار می‌گرفتند. اینان گروهی بودند که تعدادشان نامحدود بود و کسانی بودند که یا به‌طور کامل دل از جهان مادی نبسته بودند یا تاب عبادت‌های سختگیرانه و آداب مشکل مانوی را نداشتند و از این رو نسبت به رده‌های بالاتر از خود آزادی عمل بیشتری داشتند. روز یکشنبه نزد این رده روز مقدس بشمار می‌رفت و برخلاف زده‌های بالاتر اینان می‌توانستند ازدواج کرده و صاحب فرزند باشند و پیشه اختیار کنند. اما لازم بوده که مایحتاج طبقه بالاتر را فراهم کرده و یک دهم مال خود را برای پیشرفت و امور روحانی دینی انفاق کنند. نیوشاگان گناهان خود را نزد روحانیان معترف می‌شدند و لازم بوده که در هرماه بمدت یک هفته و هر هفته نیز روز یکشنبه روزه بگیرند. نماز ایشان چهار نوبت در روز بوده که می‌بایست پیش از آن دست و سرپای خود را با آب یا خاک و شن می‌شستند. سه مهر دل و دست و دهان بر آنان واجب بود و نیز می‌بایست از گناهان دهگانه که شامل بت‌پرستی، دروغ، زنا، بخل، قتل، دزدی، جادوگری، شک در دین، سستی در انجام اعمال مذهبی و فریبکاری به‌طور کامل پرهیز کنند. آنان البته اجازه داشتند که زن اختیار کرده و پیشه اختیار کنند و شراب بنوشند اما همیشه باید مراقب صفای باطن خود نیز می‌بودند و از مال اندوزی پرهیز نمایند. خوردن گوشت برای آنان مجاز بود بشرطی که حیوان را خود نکشته باشند. روح این افراد پس از مرگ مستقیم به منشأ اصلی خود یعنی روشنی بی پایان بازنگشته و در تن افراد دیگر حلول می‌کند.